# Park Narodowy Munchique
Park Narodowy Munchique (hiszp. Parque nacional natural Munchique) – park narodowy w Kolumbii położony w departamencie Cauca. Został utworzony 5 lutego 1977 roku i zajmuje obszar 469,82 km². W 2008 roku został zakwalifikowany przez BirdLife International jako ostoja ptaków IBA. Na północ od niego znajduje się Park Narodowy Farallones de Cali.

## Opis
Park obejmuje fragment zachodniego zbocza Kordyliery Zachodniej w dorzeczu rzeki Rio San Juan del Micay, na wysokościach od 600 do 3022 m n.p.m. Najwyższym szczytem jest Cerro Munchique (3022 m), od którego park wziął nazwę. W parku znajduje się ponad 40 wodospadów oraz 30 rzek i strumieni. W niżej położonej części rośnie wilgotny las równikowy, wyżej tropikalny wilgotny las górski.
Średnia roczna temperatura w parku wynosi w zależności od wysokości od +8 °C do +27 °C, a średnie roczne opady 5000 mm.

## Flora
W parku występują 1024 gatunki roślin. Są to głównie rośliny z rodzin: zaczerniowate (94 gatunki), marzanowate (62 gatunki), storczykowate (57 gatunków), psiankowate (49 gatunków), astrowate (46 gatunków), pieprzowate (42 gatunki), ostrojowate (41 gatunków),  wrzosowate (36 gatunków), paprotkowate (34 gatunki) i kluzjowate (27 gatunków).
30 gatunków roślin występuje wyłącznie w tym parku. Są to m.in.: Oreomunnea munchiquensis, Schefflera munchiquensis i Sphyrospermum munchiqueense.

## Fauna
W parku odnotowano około 520 gatunków ptaków, z czego 37 gatunków kolibrów. Tylko w tym rejonie żyje m.in. zagrożony wyginięciem (EN) puchatek barwny. Został odkryty w 1967 roku i było to jednym z powodów utworzenia tu najpierw rezerwatu przyrody, a później parku narodowego.
Ze ssaków w parku występują m.in.: zagrożony wyginięciem (EN) czepiak ciemny, narażone na wyginięcie (VU) ponocnica lemurowata, andoniedźwiedź okularowy i ocelot tygrysi.